# روح العصر

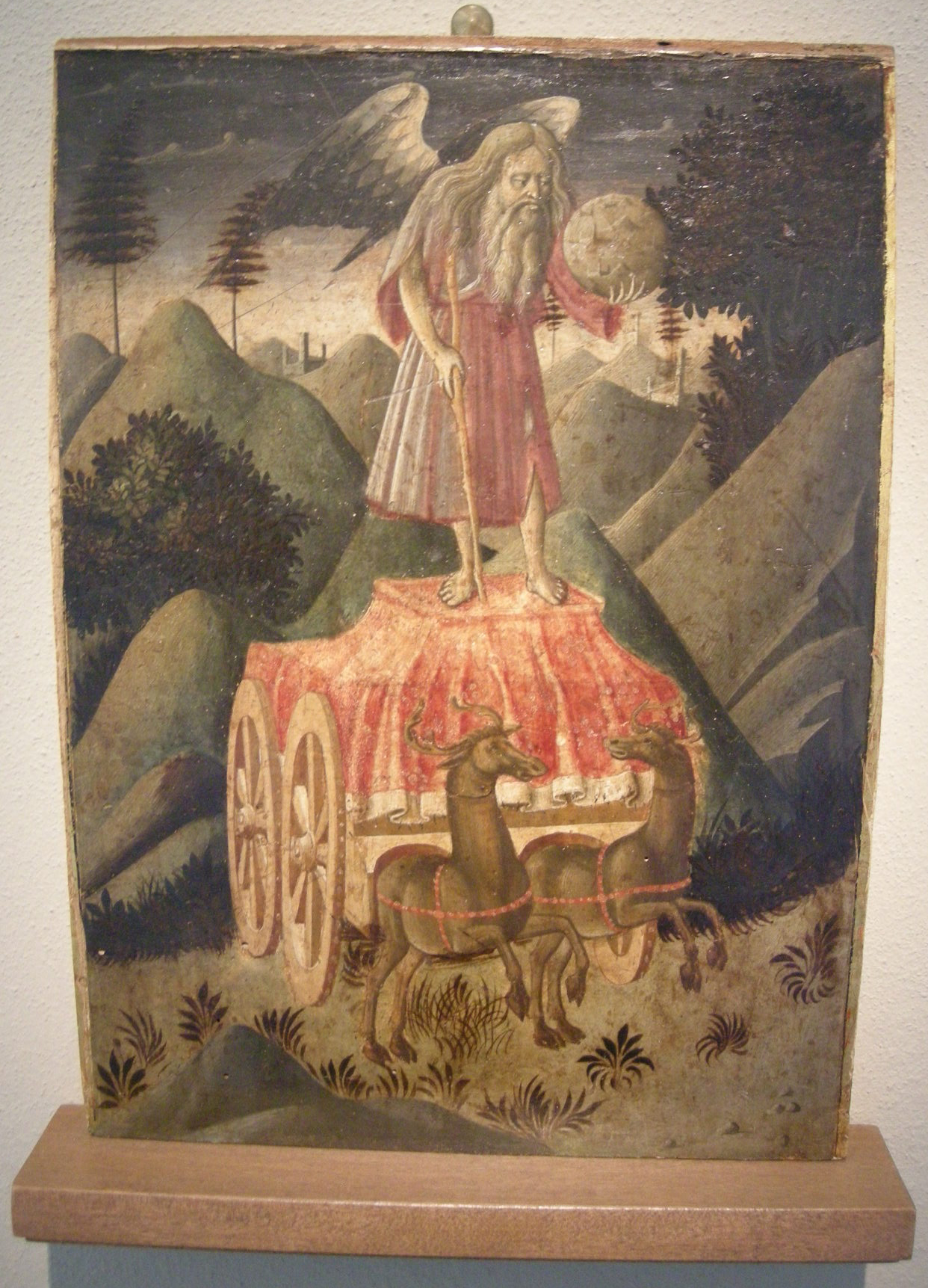

روح العصر (Zeitgeist: تسايت ڭايست) هو المناخ الفكري المميز لثقافة حقبة معينة من الزمن، والمؤثر عليها.

## المصطلح
ألماني اللغة Zeit تعني «الوقت» وGeist تعني «الروح»

## التاريخ
يعود مفهوم روح العصر إلى يوهان غوتفريد هيردر وأخرون من الفلاسفة الألمان مثل "كورنيليوس جادمان "، ولكن من المعروف جيدا ان ذلك له أكبر التاثر بفلسفة هيغل للتاريخ. ففى عام 1769 كتب هيردير نقدا لعمل "غينيس سكولى "من خلال رؤية العالم المسيحي "ادولف كلوتز" العالم بشئون فقه اللغة وأدخل كلمة روح العصر إلى اللغة الألمانية كترجمة ل غينيس سكولى  (قي اللاتينية:" غينيس "-تعنى "الروح الحارسة" و"سكولى " مشتقة من "القرن").
واعتاد الفلاسفة الألمان الميل إلى الماضي للحد من الذاتية، وتعاملوا مع روح العصر كطابع تاريخي في حد ذاته، بدلا من كونها وصفَا عامًا للعصر.

## وصلات خارجية
- المسيحي ادولف كلوتز
- المسيحية أدولف كلوتز في: مايرز Konversations - Lexikon، 4. Aufl. 1888، المجلد. 9، صفحة 859
- روح العصر، تاريخ الأفكار